# Astugue
Astugue ist eine französische Gemeinde mit 265 Einwohnern (Stand 1. Januar 2022) im Département Hautes-Pyrénées in der Region Okzitanien (vor 2016: Midi-Pyrénées). Sie gehört zum Arrondissement Bagnères-de-Bigorre und zum Kanton La Haute-Bigorre.
Die Einwohner werden Astuguais und Astuguaises genannt.

## Geographie
Astugue liegt circa sieben Kilometer nordwestlich von Bagnères-de-Bigorre und circa zehn Kilometer östlich von Lourdes in der historischen Grafschaft Bigorre.
Umgeben wird Astugue von den acht Nachbargemeinden:
| Orincles        | Loucrup                                     | Montgaillard |
| Arrayou-Lahitte | Kompassrose, die auf Nachbargemeinden zeigt | Trébons      |
| Ossun-ez-Angles | Neuilh                                      | Labassère    |

Astugue liegt im Einzugsgebiet des Flusses Adour.
Der Oussouet, einer seiner Nebenflüsse, bildet die natürliche Grenze zur südöstlichen Nachbargemeinde Labassère. Die Douloustre, ein weiterer Nebenfluss des Adour, entspringt auf dem Gebiet der Gemeinde. Die Géline, ein Nebenfluss des Échez, fließt an der Grenze zu den westlichen Nachbargemeinden Ossun-ez-Angles und Arrayou-Lahitte entlang.

## Toponymie
Der okzitanische Name der Gemeinde heißt Astuga, dessen Herkunft unklar ist.
Toponyme und Erwähnungen von Astugue waren:
- Pe de Stuga (gegen 1140, Kopialbuch der Grafschaft Bigorre),
- Petrus de Astuga (gegen 1150, Kopialbuch der Abtei von Saint-Savin),
- Lo senher d’Estugue (12. oder 13. Jahrhundert, Kopialbuch der Grafschaft Bigorre),
- Astuga (1205, 1313 und 1342, Kopialbuch von Berdoues, Steuerliste Debita regi Navarre bzw. Kirchenregister von Tarbes),
- de Stuga (1379, Prokuration Tarbes),
- los homes de Estugue (1384, Kopialbuch der Vicomtes von Lavedan, genannt Livre vert de Bénac),
- Astugue (1429, Zensus der Grafschaft Bigorre),
- Astugue (1750 und 1793, Karte von Cassini bzw. Notice Communale),
- Astague (1801, Bulletin des lois).[3][4][5]

## Einwohnerentwicklung
Nach Beginn der Aufzeichnungen stieg die Einwohnerzahl bis zur ersten Hälfte des 19. Jahrhunderts auf einen Höchststand von rund 715. In der Folgezeit sank die Größe der Gemeinde bei kurzen Erholungsphasen bis zu den 1980er Jahren auf rund 170 Einwohner, bevor eine Wachstumsphase bis zur ersten Dekade der Jahrtausendwende einsetzte, nach der wiederum eine Phase der Stagnation begann, die bis heute anhält.
| Jahr      | 1962 | 1968 | 1975 | 1982 | 1990 | 1999 | 2006 | 2011 | 2022 |
| --------- | ---- | ---- | ---- | ---- | ---- | ---- | ---- | ---- | ---- |
| Einwohner | 256  | 225  | 185  | 171  | 204  | 219  | 301  | 282  | 265  |

## Sehenswürdigkeiten
- Pfarrkirche Saint-André aus dem 18. Jahrhundert

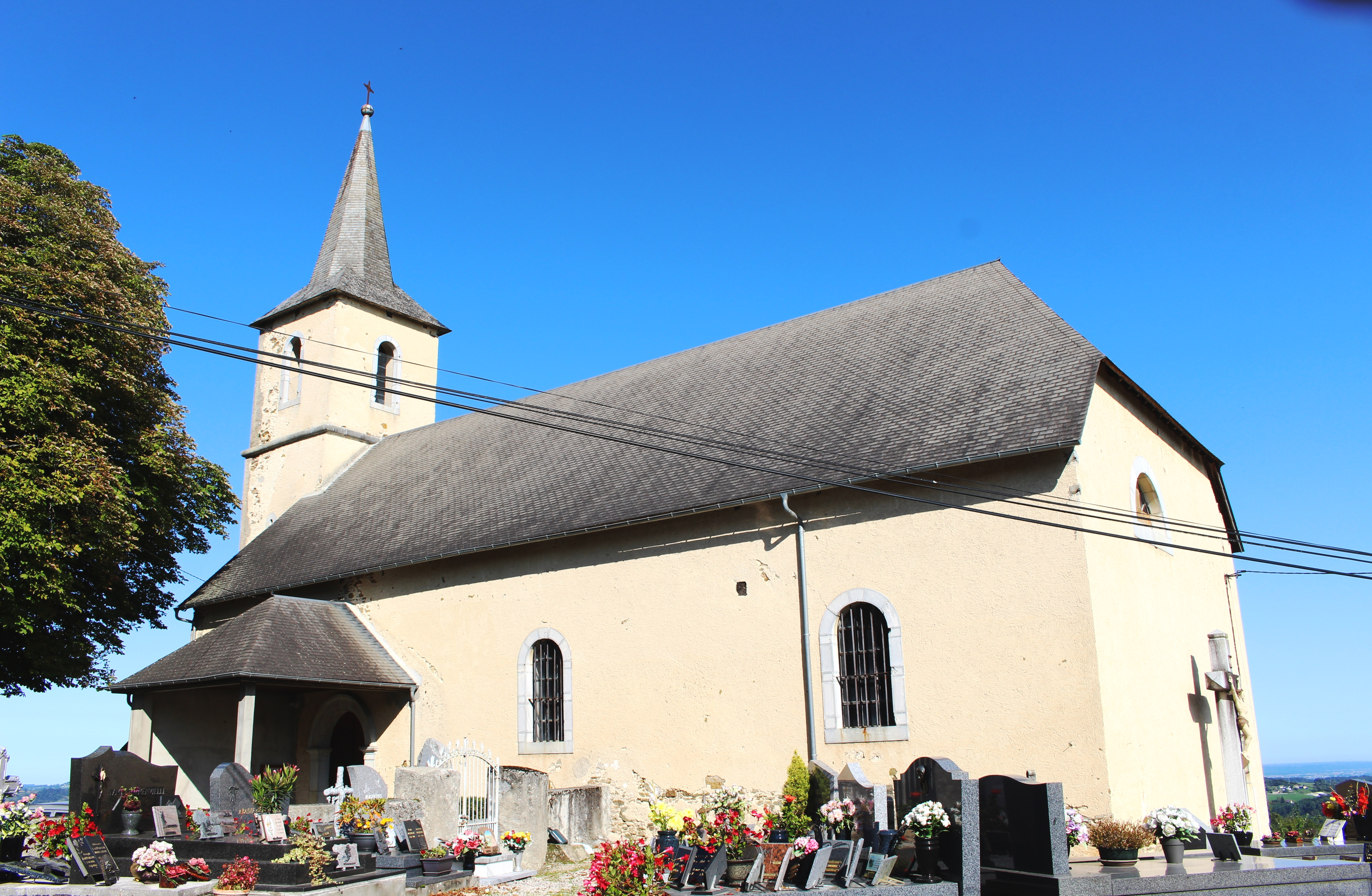
Pfarrkirche Saint-André
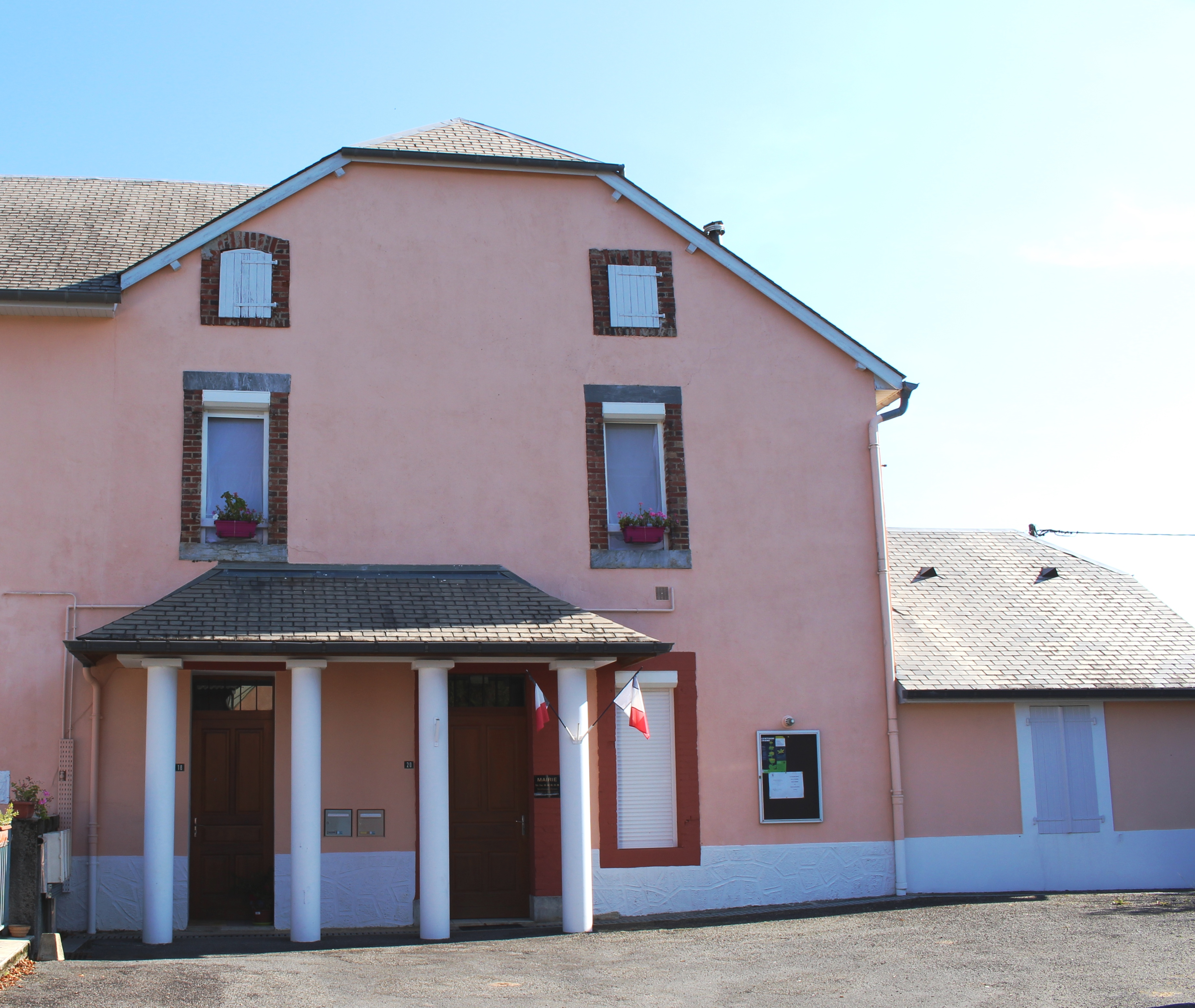
Rathaus (mairie)
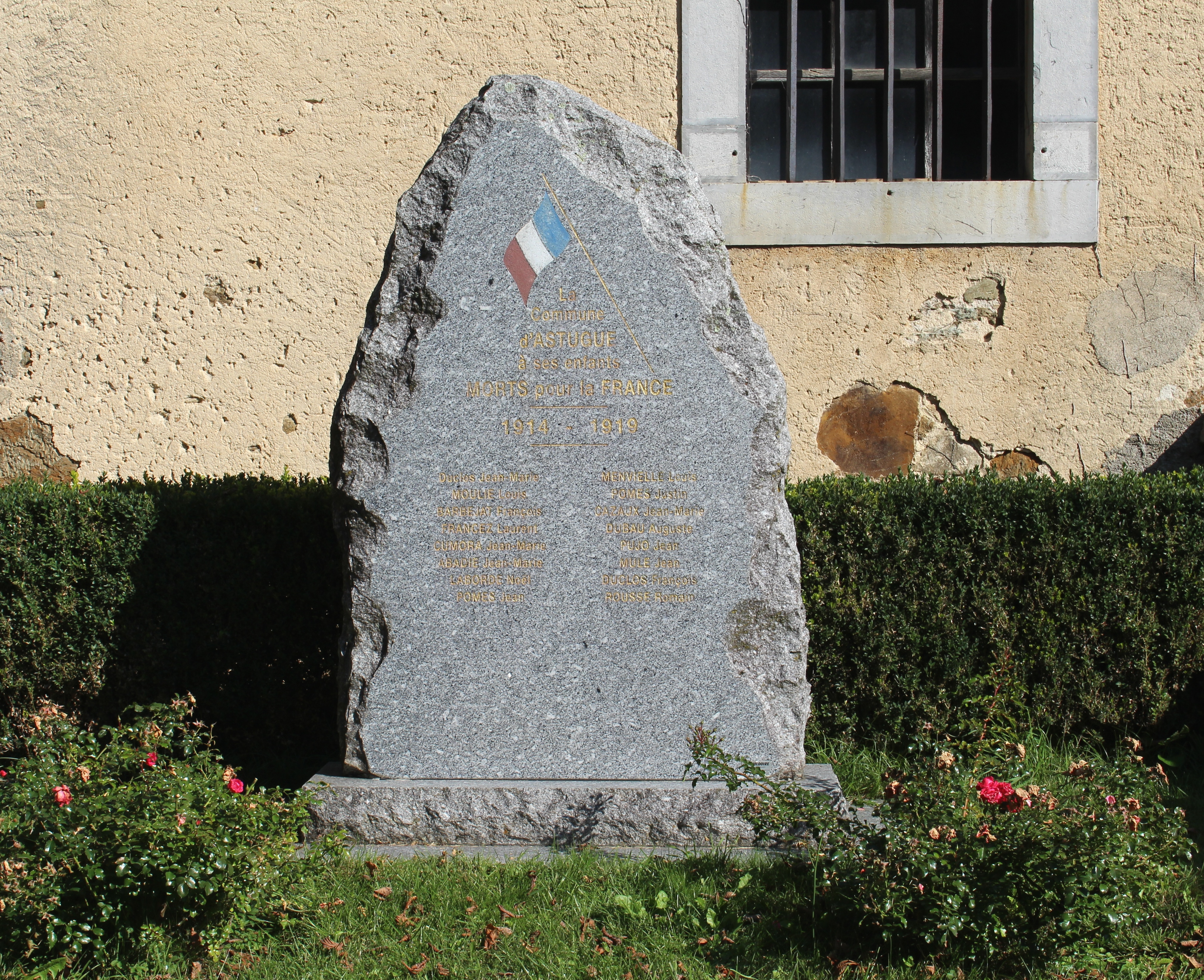
Gefallenendenkmal

## Wirtschaft und Infrastruktur
Astugue liegt in den Zonen AOC der Schweinerasse Porc noir de Bigorre und des Schinkens Jambon noir de Bigorre.

### KrankenhausLe Montaigu
Die Gemeinde verfügt über das Krankenhaus Le Montaigu, das überregionale Bedeutung besitzt. Es wurde 1939 auf Initiative des Präfekten als Sanatorium zur Aufnahme von Tuberkulose-Patienten errichtet. Während des Zweiten Weltkriegs diente es zur Unterbringung von Kindern in Ferienlagern, später von Flüchtlingen aus Spanien und Belgien, anschließend von Einwohnern des Départements Moselle. Die Behandlung von Tuberkulose wurde im Jahre 1949 mit 120 Betten in 14 Schlafsälen wieder aufgenommen. Es wurden Jugendliche und junge Erwachsene im Alter von 17 bis 25 gepflegt, von denen 60 % aus der Region um Paris kamen. Das Personal bestand aus 18 Angestellten und sieben Geistlichen. Von 1964 an wurden die Schlafsäle gegen Zwei- und Dreibettzimmer ersetzt. Außerdem war ein Großteil der Kranken nun Einwanderer aus dem Maghreb, insbesondere mit prekären Situationen. Mit der Entwicklung der Therapien wurde 1965 eine Abteilung zur Nachsorge und Rehabilitation eingerichtet. Im Jahre 1969 wurde das Krankenhaus eine eigenständige öffentliche Einrichtung. Im Jahre 1980 wurde eine Abteilung für die Langzeittherapie eröffnet. Das Krankenhaus öffnete sich nunmehr für verschiedene Krankheiten und nicht mehr der Tuberkulose.

### Verkehr
Astugue ist erreichbar über die Routes départementales 18 und 26.